# Carlos Miloc
Carlos Miloc Pelachi (* 9. Februar 1932 in Montevideo, Uruguay; † 25. Februar 2017 in Monterrey, Mexiko), auch bekannt unter dem Spitznamen El Tanque (spanisch „Der Panzer“), war ein uruguayischer Fußballspieler und -trainer, der den Großteil seiner Karriere in Mexiko verbrachte.

## Biografie

### Als Spieler
Miloc begann seine Profikarriere als Spieler 1949 in Reihen von Nacional Montevideo, wo der Offensivakteur bis 1954 spielte. Anschließend spielte er bis 1956 für den kolumbianischen Verein Cúcuta Deportivo und wechselte dann nach Mexiko, wo er zunächst zwei Jahre für den Club Atlético Morelia, wo er in den Spielzeiten 1957/58 bis 1961/62 im Kader geführt wird. Mit dem Verein wurde er in der Saison 1957/58 Vizemeister. Sodann wechselte er nach Irapuato. Dort spielte er in den Saisons 1962/63 und 1863/64. Es folgte eine Rückkehr für drei weitere Spielzeiten zu Club Atlético Morelia. Sodann ließ er seine Karriere bei Iraputo in einer weiteren, zwei Spielzeiten währenden Station ausklingen. Bei seinen mexikanischen Stationen wird er in einigen Karrierephasen auch als Spielertrainer geführt.

### Als Trainer
Unmittelbar nach seiner aktiven Laufbahn übernahm er in der Saison 1969/70 das Amt des Cheftrainers bei seinem früheren Verein Irapuato. Anfangs wechselte er seine Stationen in beinahe jährlichem Rhythmus und coachte Pachuca (1970/71), Torreón (1972/73) und Veracruz (1973/74), bevor er 1974 erstmals eine längere Bindung zum seinerzeitigen Zweitligisten San Luis einging, mit dem er am Saisonende 1975/76 in die erste Liga aufstieg und den er auch noch in der folgenden Erstligasaison 1976/77 betreute.
Seine erfolgreichste Zeit als Trainer begann mit seiner Vertragsunterzeichnung bei den UANL Tigres, mit denen er in der Saison 1977/78 auf Anhieb den Meistertitel gewann. Es war der erste Meistertitel der Tigres überhaupt. Auch in der Folgesaison übte er dort das Traineramt aus. 1979/80 wechselte er nach Guadalajara, wo er jedoch nur mäßige Ergebnisse erreichte (jeweils 11 Siege und Niederlagen sowie 16 Remis ließen Mexikos beliebtesten Verein die Liguilla verpassen), so dass er sich neu orientieren musste. Für die Saison 1980/81 wechselte er zu den UAG Tecos, mit denen er 20 Spiele lang ungeschlagen blieb und mit 51 Punkten beste Mannschaft der regulären Punktspielrunde wurde, allerdings in der Meisterschaftsendrunde scheiterte.
Für die Saison 1981/82 unterzeichnete er ein zweites Mal bei den Tigres und hier scheinen seine Ansichten am besten in die Realität umgesetzt worden zu sein; denn in dieser Spielzeit gewannen die Tigres den zweiten (und zugleich letzten) Meistertitel ihrer Vereinsgeschichte. Somit ist Miloc der einzige Trainer, der mit diesem Verein die Meisterschaft gewinnen konnte. Nachdem er auch in einem Teil der Folgesaison den Verein betreute, wechselte er zum Tampico-Madero FC, wo er ebenfalls zwei Jahre unter Vertrag stand und bis zum Saisonende 1984/85 blieb. 1986/87 und teilweise 1987/88 folgte ein drittes Engagement bei Tigres.
Anschließend war Miloc mehrere Jahre beim Club América aktiv, mit dem er 1990 den CONCACAF Champions Cup und 1991 die Copa Interamericana gewann. Von 1996 bis 1999 war er Cheftrainer beim guatemaltekischen Verein CSD Comunicaciones, mit dem er dreimal die Meisterschaft gewann. Während dieser Zeit ist jedoch auch eine vierte Karrierestation bei Tigres in Teilen der Invierno 1997 und Verano 1998 Spielzeiten verzeichnet. Durch seine Vereinserfolge wurde ihm das Amt des Nationaltrainers von Guatemala anvertraut, das er von Februar bis Mai 2000 ausübte. Dabei trat er Anfang März 2000 für vier Tage von seinem Trainerposten zurück, um anschließend dieses Amt ab 6. März 2000 jedoch erneut auszuüben. Diesen Schritt vollzog er, nachdem sieben Vereine der Liga Mayor sich geweigert hatten, Spieler für die Nationalmannschaft abzustellen.
In seinen letzten Jahren lebte Carlos Miloc in San Nicolás de los Garza, dem Vorort von Monterrey, in dem sich der Vereinssitz der UANL Tigres befindet. Er war als Kolumnist des Zeitungsverlags Grupo Reforma und als Berater der Tigres tätig.

## Erfolge

### Als Spieler
- Uruguayischer Meister 1952

### Als Trainer
- CONCACAF Champions Cup: 1990
- Copa Interamericana: 1991
- Mexikanischer Meister: 1977/78, 1981/82
- Guatemaltekischer Meister: 1996/97, 1998/99, Apertura 1999